# Karwandelbahn
A Karwandelbahn egy drótkötélpályás felvonó Mittenwaldból a Karwendelgrube-ra, a Westliche Karwendelspitze, a Karwendelben található Nördliche Karwendelkette csúcsára.
A kötélpálya a Mittenwald keleti külvárosában, 933 m tengerszint feletti magasságban fekvő alsó állomástól 2490 m hosszan, ferdén halad a 2244 m tengerszint feletti magasságban fekvő felső állomásig, 1311 m magasságkülönbséget leküzdve. Két, 36, illetve 20 méter magas drótkötélpálya-támasszal rendelkezik, amelyek a mittenwaldi hütténél és a kádban találhatók. A két, egyenként 25 fő befogadására alkalmas kabin maximális sebessége 10 m/s (36 km/h), és egy út körülbelül hét percig tart. A szállítási kapacitás 350 fő/óra. A kötélpálya mindkét kötélpályán egy 48 mm átmérőjű drótkötéllel, valamint egy 23 mm-es vontatókötéllel és egy segédkötéllel rendelkezik, amelyen a két hegyi kocsi vészhelyzetben a kabinokig közlekedhet.

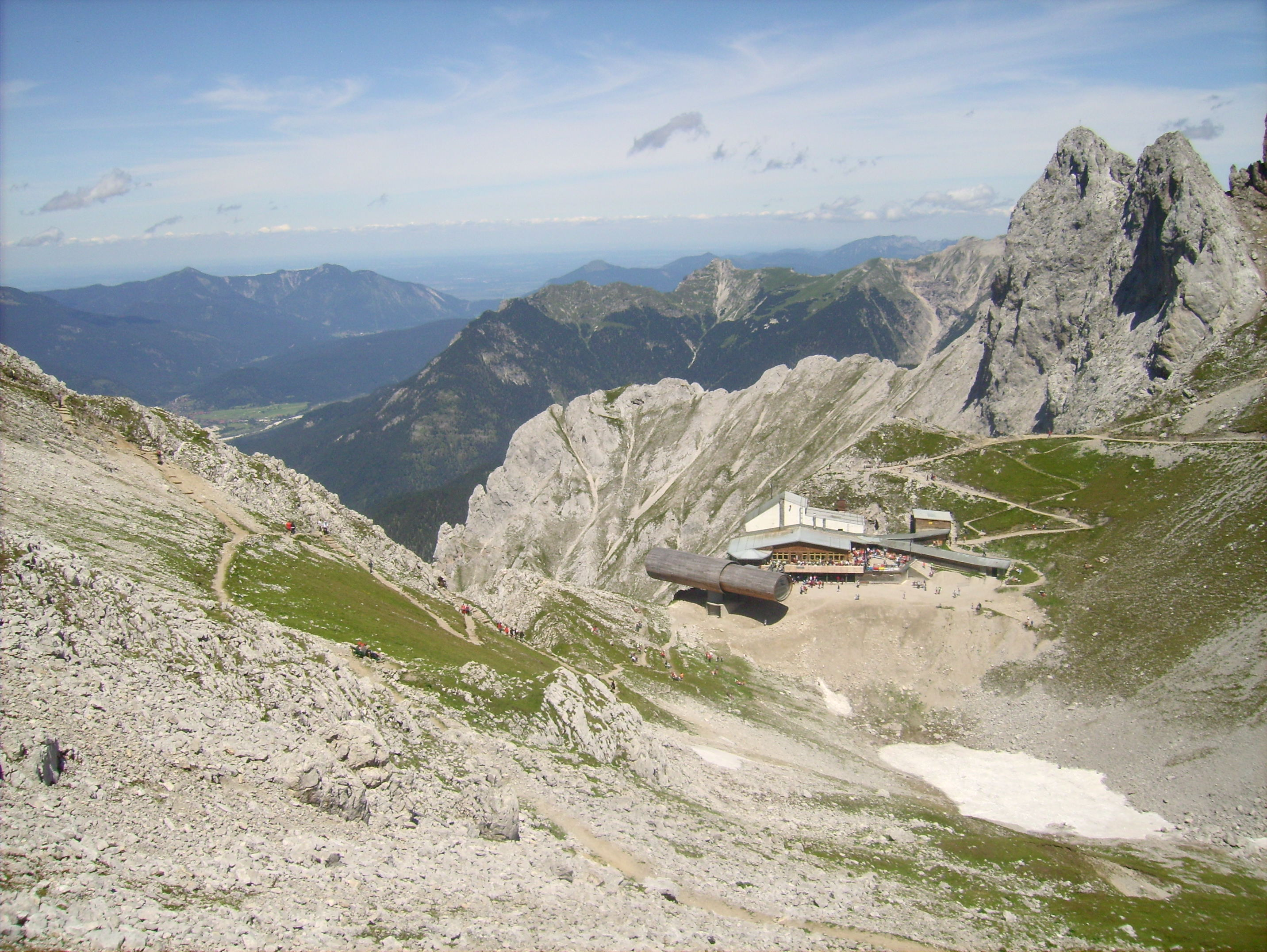
Kilátás a Karwendelbahn hegyi állomásra

A Karwendelbahn építése 1954-ben kezdődött. Ebben az évben telepítettek egy szállítókötélpályát, és megépült a völgyállomás burkolata. Pénzhiány miatt azonban a következő tavasszal nem tudták folytatni a munkát, és több évig állt a munka. Röviddel a Pohlig - Heckel - Bleichert (PHB) által épített kötélpálya befejezése előtt, 1966 októberében a felső állomás területén egy robbantás az összes kábelt megrongálta. Míg az egyik felfüggesztőkötelet, a vontatókötelet és a segédkötelet meg lehetett javítani, a másik felfüggesztőkötelet ki kellett cserélni. A Karwendelbahnt ezért csak 1967. június 7-én lehetett megnyitni. 1992-ben korszerűsítették. Mivel a hegyi állomás és a Dammkar kezdete között egy sziklás ösvény van, amely télen síöltözetben alig járható, ezt az utat egy alagút építésével könnyítették meg a látogatóknak.
A felvonót a Karwendelbahn Aktiengesellschaft üzemelteti.
A hegyi állomás mellett 2008. július 30-án adták át a Karwendelbahn által épített Bergwelt Karwendel természeti információs központot, amelyet kerek formája miatt gyakran Fernrohrnak neveznek.
A hegyi állomás kiindulópontja a mittenwaldi magaslesnek és a Dammkaron keresztül vezető túráknak.
A hegyi állomás melletti Karwendel-gödör különleges természetvédelmi oltalom alatt áll, mert a ritka mormota menedékhelye. Emiatt eddig elvetettek minden olyan törekvést, hogy közvetlenül a hegyi állomáson sífelvonót építsenek.
2008. október 19-én a felvonó működését műszaki hiba miatt leállították. Szemtanúk beszámolói szerint azokat az utasokat, akik felvonóval akarták elhagyni a Karwendel masszívumot, a Bundeswehr helikopterei evakuálták.
2011-ben a felvonó két új gondolát kapott. Ezek azonban már csak 25 embert tudnak szállítani egy menetben, a régi 33 helyett. A beruházás a kényelem javítását hivatott elősegíteni. Az új gondolákat az osztrák Carvatech cég szállította.
Az üzemeltető további bővítési és rekonstrukciós tervei bírósági tárgyalások tárgyát képezik.

## Képgaléria

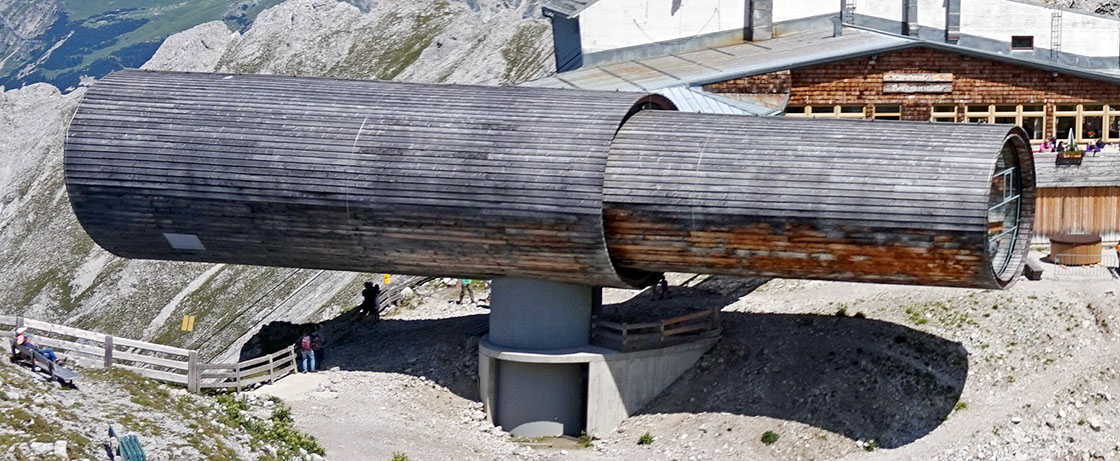
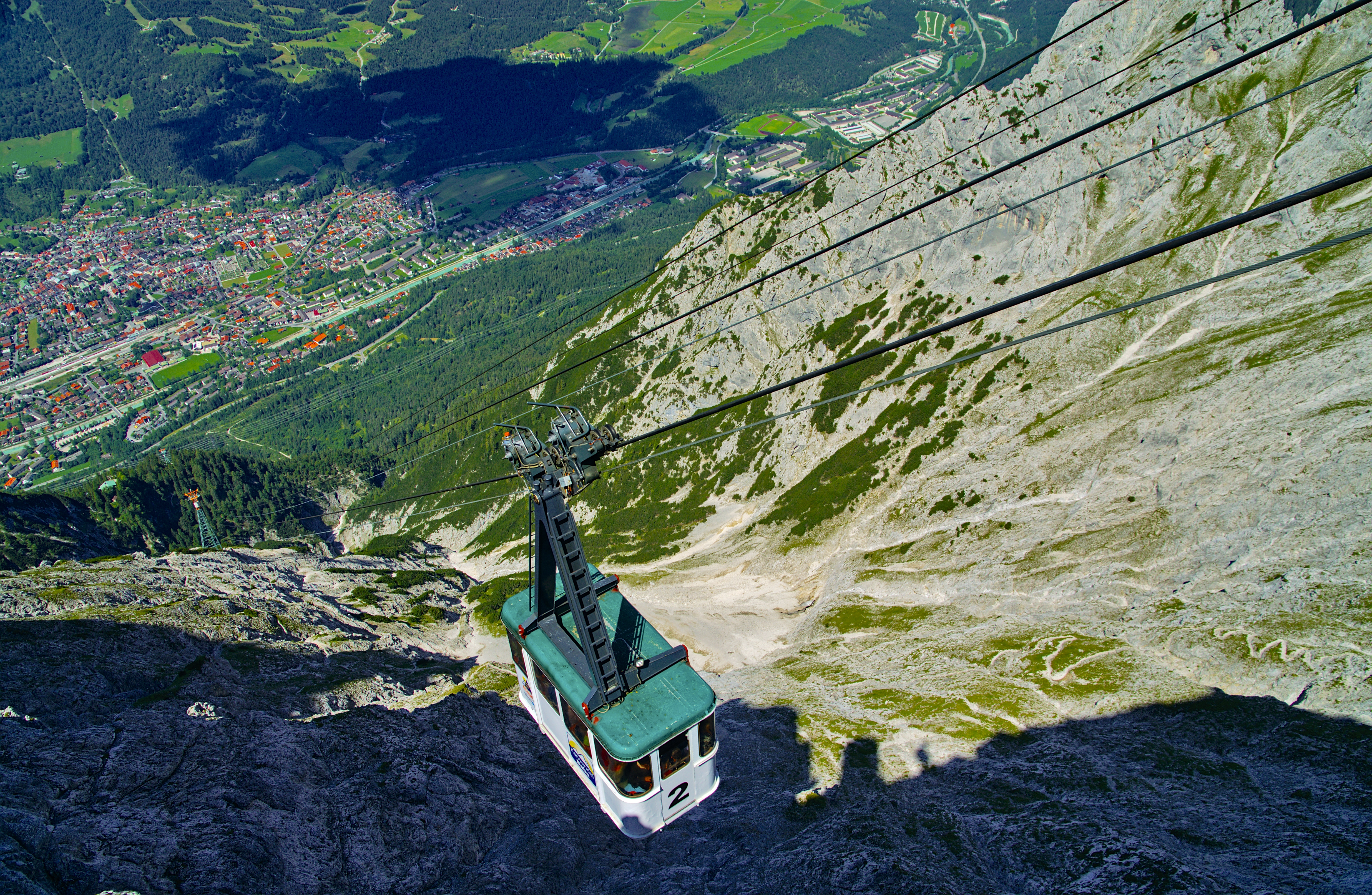
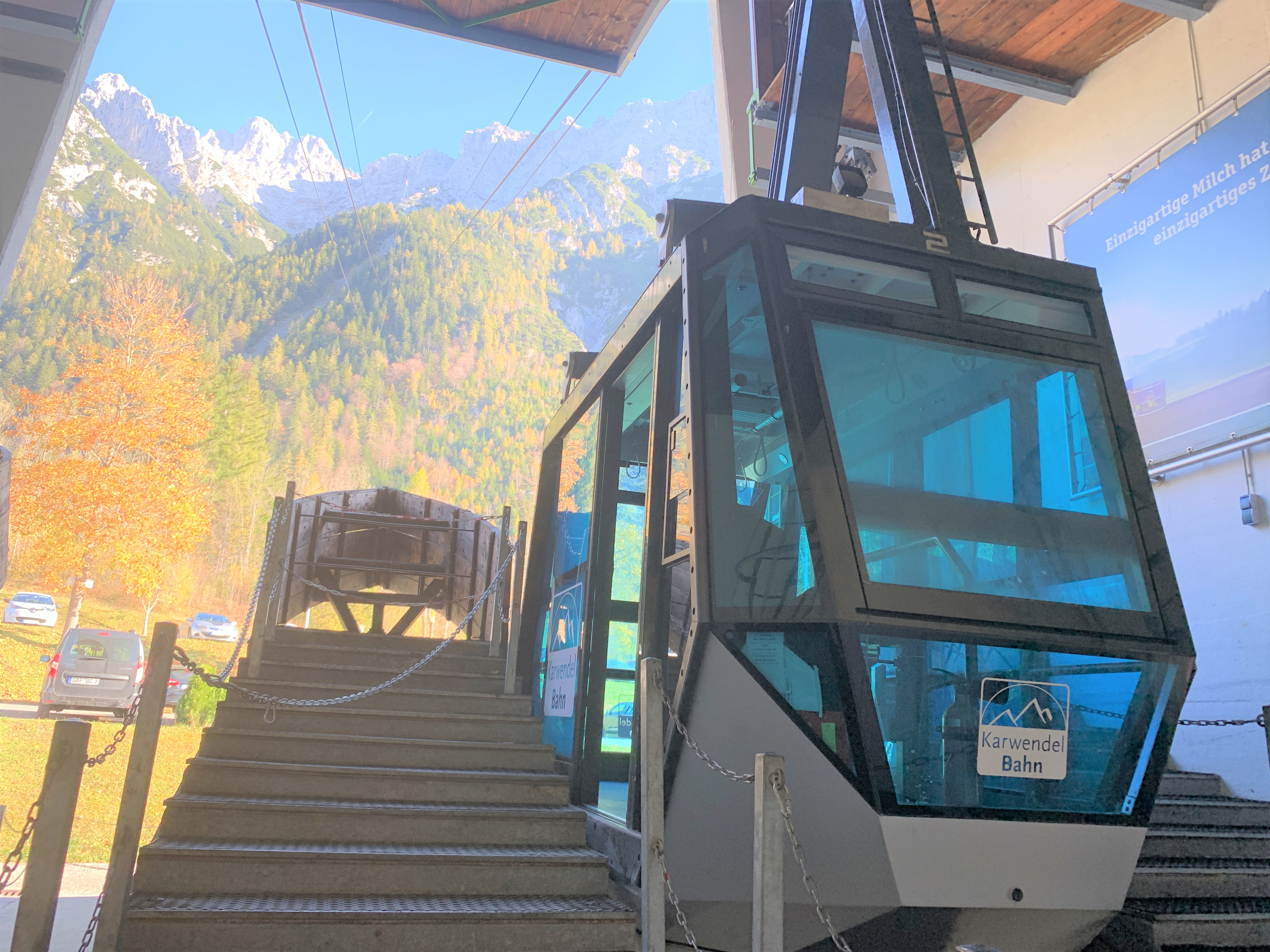
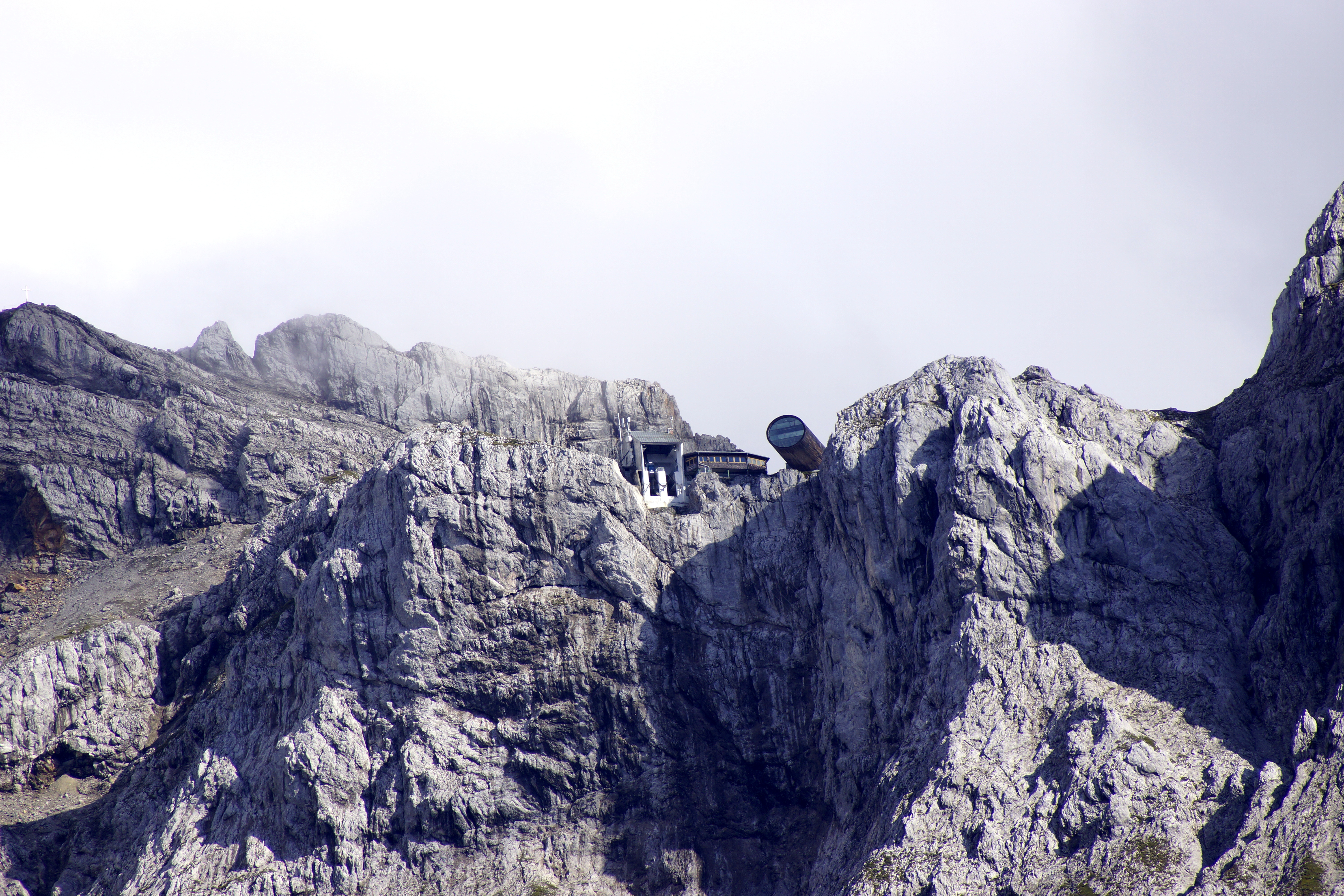
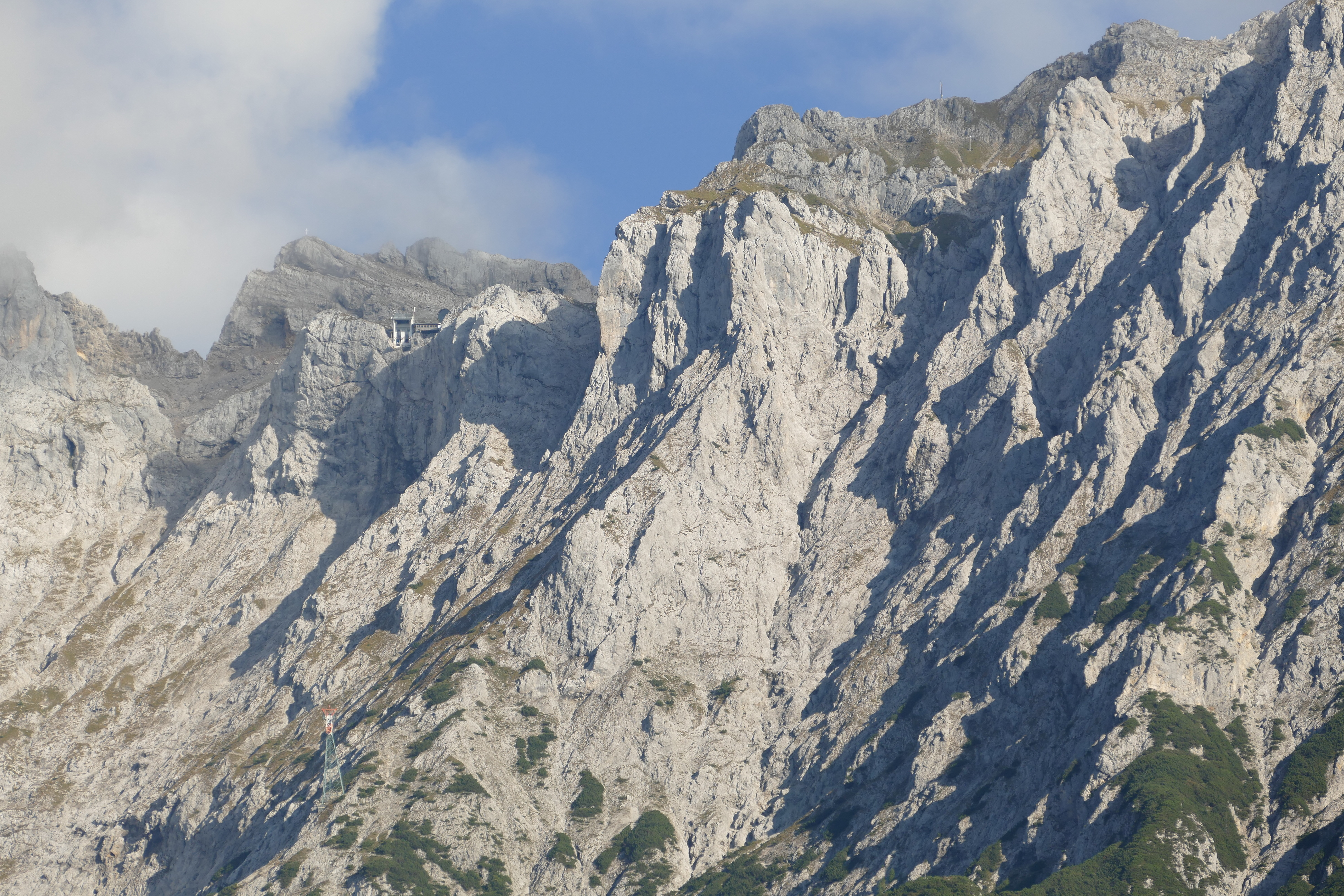